# کارلوس گومز
کارلوس گومز (انگلیسی: Carlos Gomes; ۱۸ ژانویهٔ ۱۹۳۲ – ۱۸ اکتبر ۲۰۰۵) بازیکن و مربی فوتبال اهل پرتغال بود که در پست دروازه‌بان بازی می‌کرد.
وی همچنین در تیم ملی فوتبال پرتغال بازی کرده‌است.